# Constellations for the Lonely
Constellations for the Lonely è il sesto album in studio del gruppo rock britannico Doves. L'album è stato pubblicato dalla EMI North, il primo della band per l'etichetta, il 28 febbraio 2025. Descritto dalla band come un album "oscuro", il chitarrista/cantante Jez Williams ha dichiarato in un'intervista con NME: "Viviamo in tempi davvero orribili, quindi volevamo rifletterlo ma dare un po' di speranza. [...] Vedo questo come un futuro album soul per gli outsider. Vogliamo che tu ti senta compreso."

## Tracce
1. Renegade – 5:12 (Goodwin)
2. Cold Dreaming – 5:02 (A. / J. Williams)
3. In the Butterfly House – 4:10 (Goodwin)
4. Strange Weather – 4:41 (J. Williams)
5. A Drop in the Ocean – 4:26 (Goodwin)
6. Last Year's Man – 4:26 (A. Williams)
7. Stupid Schemes – 4:46 (Goodwin)
8. Saint Teresa – 4:56 (Goodwin)
9. Orlando – 3:26 (Goodwin)
10. Southern Bell – 3:46 (J. Williams / Goodwin)